# Vaccinium arbutoides
Vaccinium arbutoides är en ljungväxtart som beskrevs av Charles Baron Clarke. Vaccinium arbutoides ingår i Blåbärssläktet, och familjen ljungväxter. Inga underarter finns listade i Catalogue of Life.